# Pallavolo ai XII Giochi del Mediterraneo - Torneo maschile
Il torneo maschile di pallavolo ai XII Giochi del Mediterraneo si è svolto nel 1993 in Linguadoca-Rossiglione, in Francia, durante i XII Giochi del Mediterraneo. Al torneo hanno partecipato 8 squadre nazionali di stati che si affacciano sul Mar Mediterraneo e la vittoria finale è andata per la prima volta alla Francia.

## Classifica finale
| Classifica | Squadre              |
| ---------- | -------------------- |
|            | Francia              |
|            | Spagna               |
|            | Turchia              |
| 4          | Grecia               |
| 5          | Algeria              |
| 6          | Bosnia ed Erzegovina |
| 7          | Slovenia             |
| 8          | Albania              |